# Casper & Mandrilaftalen
Casper & Mandrilaftalen (også kaldet Mandrilaftalen eller Mandrillen) er et dadaistisk og satirisk tv-sketchprogram, der blev produceret af Metronome Productions og sendt i 67 afsnit på DR2 i 1999. Programmet blev skabt af komikeren Casper Christensen, der færdigudviklede konceptet med komikeren Lasse Rimmer og senere fik komikerne Lars Hjortshøj og Frank Hvam med på holdet. Programmet er kendt for sine excentriske figurer og absurde indslag. Komikerholdet hentede især inspiration fra britisk humor, herunder Monty Python, og flere tv-anmeldere drog paralleller til netop det britiske sketch show Monty Pythons Flyvende Cirkus. Programmet er opbygget som et talkshow med værten Casper, der er en fiktionalisering af Christensen og spilles af samme. Casper er programmets omdrejningspunkt og opholder sig overvejende ved studiets skrivebord, hvor han især satiriserer over den danske mediebranche og interviewer fiktive gæster. Surrealistisk nonsens er et gennemgående træk ved programmets mange indslag; et eksempel er figuren Broder Salsa, der folder store statsledere i tæpper og sorterer hovedstæder i müsli. Derudover afholdes talentshows med fiktive deltagere, ligesom der præsenteres afsnit af fiktive tv-serier og vises reklamer for fiktive produkter. Rimmer, Hjortshøj og Hvam spiller en lang række forskellige figurer, og programmet så gæsteoptrædener fra andre danske standupkomikere, den britiske komiker John Cleese, den danske skuespiller Susse Wold, rapperen Al Agami med flere. Programmets persongalleri består af over 300 figurer. Efter Christensens vurdering er figurerne Broder Salsa, Svenne O'Lotta og Gentleman Finn blandt programmets mest kendte.
Udsendelserne blev produceret på et lille budget i primitive omgivelser i en garage på Amager. Hvert afsnit varer omtrent en halv time og blev skrevet, indspillet, redigeret og udsendt på omkring 14 timer. Manuskriptet til et afsnit blev skrevet om formiddagen, hvorefter afsnittet blev indspillet og redigeret på højst fire timer om eftermiddagen og slutteligt kørt med taxa til DR, hvorfra det blev udsendt kl. 23:30. Alle sketches blev optaget kronologisk og klippet sammen undervejs. Programmet var en modreaktion på datidens sendeflade, der ifølge komikerholdet var fyldt med rutinepræget og dårlig underholdning. Programmet havde meget få seere, hvilket især blev tilskrevet dets sene sendetid kl. 23:30 på hverdage og DR2s begrænsede dækning i landet. Samtlige tv-anmeldere havde imidlertid kun ros tilovers for programmet, der senere vandt førsteprisen og prisen Årets Underholdning ved den første uddeling af TV Prisen i 2000. Programmet opnåede kultstatus, hvilket gav sig udtryk i en række fansider og fanklubber samt storsælgende DVD- og VHS-udgivelser mellem 2002 og 2004. I månederne efter programmets afslutning turnérede komikerholdet med otte udsolgte live-forestillinger baseret på udsendelserne og indspillede desuden spin-off julekalenderen Casper & Drengene fra Brasilien på halvanden dag i november 1999. Mandrilaftalen er sidenhen blevet genudsendt flere gange, og programmet er i eftertiden blevet betegnet som et af dansk satires absolutte højdepunkter. I 2008 blev alle udsendelserne digitaliseret og gjort frit tilgængelige på DRs arkiv-hjemmeside, DR Bonanza.

## Baggrund

### Idé og kontekst
Christensens karriere havde vekslet mellem succes og fiasko i årene forinden Mandrilaftalen; han var vært på tv-succesen Husk lige tandbørsten i 1995, publikumsfiaskoen Safari sammen med Hjortshøj i 1996, radiosuccesen Tæskeholdet fra efteråret 1996 til foråret 1997 og publikumsfiaskoen Darios Joint i 1998.
Efter Darios Joint, der også fik en lunken modtagelse hos anmelderne,
havde Christensen brug for en tænkepause, og han rejste derfor med sin familie til Spanien i et par måneder.
Christensen følte sig begrænset af tv-kanalernes primetime-underholdning og seertalstyranni; han ville gerne lave primetime-underholdning for en landsdækkende kanal, men bare ikke den type underholdning, som seerne ønskede at se i primetime.
Under sit ophold i Spanien undfangede han i drømmesyn den idé,
at han skulle være vægtløs i et lilla rum.
Christensen nåede senere frem til, at der frem for egentlig vægtløshed var tale om en abstrakt tilstand understøttet af pangfarvede kulisser, hvor seeren har svært at sondre mellem fiktion og virkelighed.
Da Christensen vendte hjem, kørte han med familien direkte fra lufthavnen til TV-Byen for at pitche sin idé for DRs daværende tv-underholdningschef, Peter Herforth. Christensen ville lave et skævt program, der var løsrevet fra rammerne for datidens typiske tv-produktioner; der skulle hverken vurderes seertal eller målgrupper eller ske indblanding fra chefer. Desuden krævede Christensen specifikt det dårligst mulige sendetidspunkt, tre ugentlige udsendelser og et meget lille budget. Herforth vidste ikke helt, hvad han sagde ja til, men kendte allerede Christensen og havde tillid til, at hans kreativitet ville føre til et godt program. Herforth overbeviste efter eget udsagn chefredaktionen uden større vanskeligheder, især grundet den lave risiko forbundet med produktionen.
| „ | Jeg kendte Casper fra tidligere og havde tillid til, at krøllede hjerner nok skulle finde på noget godt. [...] Jeg så, at man kunne få noget, der var anderledes. Man trængte på det tidspunkt virkelig også til det, for man kunne ikke komme igennem med noget som helst på DR1. Derfor var DR2 meget oplagt. | “ |
|   | — Peter Herforth, DR.dk, 1. marts 2019 |   |

### Holdets sammensætning
Lasse Rimmer og Frank Hvam var forholdsvist ukendte, da de fik pladser i programmet,
og Christensen havde ikke arbejdet sammen med dem tidligere.
Christensen tilbød Rimmer en plads umiddelbart efter at have overværet hans optræden ved Talegaver til børn i december 1998,
og efter drøftelser med Rimmer blev Hvam tilbudt en plads via telefon
i februar 1999.
Christensen og Rimmer havde forsøgt at komme på kandidater uden for standup-miljøet, men vendte hele tiden tilbage til Hvam.
De havde set nogle lav-budget kortfilm af Hvam og komikeren Mikael Wulff og var imponerede over Hvams evne til at improvisere.
Hvam var forhindret i at medvirke i de første seks udsendelser, da han og Wulff var i færd med at producere de sidste udsendelser af TV3s hjemmevideoprogram Alt under kontrol. Christensen arrangerede derfor, at Lars Hjortshøj kunne vikariere for Hvam indtil afsnit 7.
Christensen fandt imidlertid rum i budgettet til at give Hjortshøj en fast plads, da Rimmer var utilfreds med sit skuespil og trådte i baggrunden for i stedet at skrive en række tekster til holdet.
Rimmer har fortalt, at han manglede nogle basale færdigheder, herunder evnen til at tale enkelt og med forskellige dialekter.
Trods Rimmers selvkritik mener både Christensen, Hvam og Hjortshøj, at Rimmer udfyldte en væsentlig rolle; Christensen har beskrevet holdet som et boyband, hvor alle bidrog med noget forskelligt, og ifølge Hvam tilførte Rimmer en intellektuel dimension, der klædte programmet.

### Tilrettelæggelse
I løbet af februar 1999 tilrettelagde Christensen og Rimmer programmets form og udarbejdede et udkast til nogle figurer for at vise DR2, at programmet ikke ville blive i stil med Tæskeholdet. Programforslaget udviklede sig til, at Christensen sad ved et skrivebord med diverse fiktive gæster.
Christensen og Rimmer brugte desuden februar på scenografi, grafik, titel og udklædningstøj,
hvoraf sidstnævnte blev indkøbt i forskellige genbrugsbutikker i nærheden af studiet.
De blev tidligt enige om, at programmets titel skulle lyde som en afslørende dokumentar.
Valget faldt i første omgang på Mandrilaftalen, men DR2 forlangte, at Christensens fulde navn blev inkluderet.
Christensen og Rimmer protesterede og fik lov til at nøjes med fornavnet. I februar gav Christensen et par interviews om programmet og medvirkede i den forbindelse i første udsendelse af DR2s talkshow Bertelsen.

### Mediekritik
Programmet var blevet til som en modreaktion på datidens sendeflade og udviklede sig gradvist til en mediekritik.
Værtsfiguren Casper, der er en fiktionalisering af Christensen, uddeler i programmet ofte sarkastisk ros til diverse medier og mediefolk;
Finn Nørbygaard stod ofte for skud,
men også tv-værter som Kamilla Gregersen,
Henrik Dahl, Finn Dyrnesli og adskillige andre blev spiddet.
I slutningen af programmets 67. og sidste afsnit brød Christensen den fjerde væg (en) ved at oplæse en kritik af "tumpet og leflende tv" på vegne af komikerholdet.
Holdets statement blev døbt "Mandrillernes manifest" i en artikel af samme navn i Berlingske Tidende.
I artiklen forklarede Christensen, at holdet med manifestet forsøgte klart at udtrykke den mediekritik, der havde været en del af programmets budskab.
Hvam har udtalt, at manifestet var bevidst selvhøjtideligt for komisk effekt, men alligevel havde en oprigtighed.
Holdet rettede kritik mod tv-stationer og -værter i interviews i tiden umiddelbart efter programmet. Christensen udtalte, at Nørbygaard "spekulerer i, hvad den helt brede befolkning ikke bliver stødt af", og at han "skriver [...] de fleste af sine jokes på et kasseapparat".
Holdet var især irriterede over den uengagerede talkshow-vært, der tilsyneladende hverken interesserer sig for sit program eller sine gæster.
Camilla Miehe-Renard, der dengang var vært på DR-programmet Her er dit liv, var ifølge Hjortshøj et eksempel.
Hjortshøj udtalte, at tv-stationer tænker for meget i at kopiere andre tv-programmer,
ligesom Christensen vurderede, at tv-stationerne generelt er nervøse for at prøve noget nyt.
| „ | [...] pludselig væltede det frem med nye kanaler og programmer, og så var det jo naturligt, at det var det, vi prøvede at finde nogle sjove vinkler på. [...]. Tingene kom lidt hen ad vejen. Først var Mandrillen jo bare en sjov legeplads – og efterhånden bevægede vi os stille og rolig hen imod noget, der faktisk blev til en mediekritik. | “ |
|   | — Frank Hvam, DR.dk, 1. marts 2019 |   |

Komikerholdet er senere blevet kritiseret for at have truffet hykleriske karrierevalg;
Rimmer blev vært på TV 2's quizprogram Jeopardy! og senere på Radio 100FM's Morgenhyrderne sammen med Hjortshøj, mens Hvam blev vært på en dansk udgave af kendis-quizzen Shooting Stars sammen med Christensen, der senere også blev vært på flere andre gameshows.
Kritikken lød, at komikerne havde solgt ud ved at producere folkelig mainstream-underholdning,
og kritikken var især henvendt til Christensen;
Informations kulturskribent Oliver Stilling kaldte i 2009 talkshowet ALOHA! for en fiasko med den begrundelse, at Christensen slet ikke lyttede til sine gæster,
og BTs skribent Kasper Vedsmand skrev i 2008, at de forskellige værtsjob havde "ændret Christensens profil fra Danmarks skarpeste comedy-rebel til blød og lettere behagesyg familieunderholder".
Christensen har forsvaret sig med, at han laver det, han selv finder interessant,
og det samme har Hjortshøj og Rimmer.
I 2008 beskrev Christensen dog sine værtsjob som en fejl,
og han og Hvam var i 2015 enige om, at Shooting Stars var det mindst interessante, de havde lavet sammen.
| „ | Det hele har handlet om pengene, joker Casper Christensen i begyndelsen af Mandrilaftalens sidste afsnit. Og vi ler med ham. Damen i Deal No Deal tør ikke se, hvor mange penge, hun lige er gået glip af. "Men det gør jeg, for det får jeg løn for," siger Casper Christensen. Og vi græder med ham. | “ |
|   | — Ralf Christensen, Dagbladet Information, 26. oktober 2007 |   |

## Genre

### Form
| KL. 23:30 | LYNLÅS PRØVESMAGER OLE OLSENS CD-ROM DREV                               |
| KL. 23:35 | PAPIRKNIV KOMMER OG UDELUKKER KIWIFORHANDLER FRA FRÆK KOR- UNDERVISNING |
| KL. 23:40 | KOMIKEREN LASSE RIMMER REDES AF MP EFTER FANTOMWEEKEND                  |
| KL. 23:45 | SKABET BAKKESANGERINDE LIMER KLITORIS FAST PÅ SKOLEBUS                  |
| KL. 23:50 | DIARRÈRAMT LAMA OVERMANDER VOLDSOM MELON                                |
| KL. 23:55 | RASENDE ESKIMO FLETTER LÆDER- PERSIENNER                                |
| KL. 24:00 | ENGELSK HUDLÆGE OVERTALER JÜRGEN KLINSMANS KNÆ TIL FREMRAGENDE PETTING  |

Rimmer har betegnet programmets umiddelbare opsætning som en blanding af et talkshow og en varieté i lighed med amerikanske produktioner som Your Show of Shows.
Alle afsnit indledes med en grotesk og oftest usammenhængende programoversigt præsenteret af værtsfiguren Casper, der er en fiktionalisering af Christensen og spilles af samme. Casper er programmets omdrejningspunkt og opholder sig overvejende ved studiets skrivebord, hvor han især satiriserer over den danske mediebranche og interviewer fiktive gæster. Surrealistisk nonsens er et gennemgående træk ved programmets indslag; et eksempel er figuren Broder Salsa, der folder store statsledere i tæpper
og sorterer hovedstæder i müsli.
I udsendelserne afholdes desuden talentshows med fiktive deltagere, ligesom der præsenteres afsnit af fiktive tv-serier og vises reklamer for fiktive produkter. I afsnit 54 vises eksempelvis en reklame for alfabetblod, der ved intravenøs administration forbedrer brugerens stavning.
| „ | Havde vi en dåse ravioli med, skulle det ikke være fordi, der stod noget sjovt på etiketten. Vi skulle selv finde på noget sjovt, der stod på den: at den indeholdt tukan eller ikke må holdes over åben uran. | “ |
|   | — Casper Christensen, Dagbladet Politiken, 11. december 1999 |   |

### Karakteristik
Christensen har karakteriseret programmet som surrealistisk dogme-comedy.
Rimmer har beskrevet programmet som børneudsendelser for voksne og uddybet det med, at programmet har en barnlig naivitet kombineret med en voksen referenceramme.
Rimmer har dog senere fortalt, at programmet viste sig nærmere at være børneudsendelser for teenagere.
Christensen har udtalt, at programmet var et forsøg på at lave noget fuldkomment virkelighedsfjernt,
mens Hjortshøj har opsummeret programmet som pointeløse absurditeter fremført med stor alvor.
Flere tv-anmeldere, heriblandt Ekstra Bladets tv-anmelder Hans Flemming Kragh, har karakteriseret programmet som dadaisme
og draget paralleller til det britiske sketch show Monty Pythons Flyvende Cirkus.
Eksempelvis betegnede Aktuelts filmjournalist Iben Sabroe programmet som en krydsning mellem Anna og Lotte og John Cleese på ecstasy.
Christensen og Hjortshøj har begge fortalt, at Monty Pythons syrede univers var en stor inspiration for holdet,
og ifølge Rimmer har programmet lighedspunkter med både Monty Python og komikeren Spike Milligans humor.
Rimmer har fortalt, at holdet generelt hentede inspiration fra britisk comedy, herunder The Harry Hill Show, Reeves og Mortimer og Chris Morris' tv-program Brass Eye.
DR2 omtalte programmet som ukontrolleret underholdning,
og Politikens tv-anmelder Henrik Palle har beskrevet det som et anarkistisk komedielaboratorium
med vægt på skuffede tabere, der aldrig leverede varen.
Hvam har kaldt programmet for en legeplads, hvor scenen var sat for de idéer, som var vanskelige at realisere andetsteds.
Ifølge Hvam viste programmets skæve og anarkistiske facon sig ved, at holdet modtog flere takkebreve fra psykiatriske patienter, der følte sig talt til.
| „ | [Programmet] havde yderligere et element, som også gjorde serien smuk. Alle deltagerne var skuffede tabere, som aldrig leverede varen. Eksperterne havde ikke læst på lektien, kunstnerne kunne ikke deres kunst og de falske reklamer markedsførte produkter, ingen nogensinde ville få brug for. | “ |
|   | — Henrik Palle, Dagbladet Politiken, 27. januar 2002 |   |

### Satire
Lektor i medievidenskab ved Aarhus Universitet, Hanne Bruun, har kendetegnet programmet som social satire.
Ifølge Bruun er social satire karakteriseret ved, at den "ikke [har] den politiske satires direkte indholdsmæssige fokus på [...] samfundets konkrete magtfulde personer og institutioner" og i stedet "er mere interesseret i at latterliggøre individets problemer med at tilpasse sig eller leve op til samfundsmæssige normer og strukturer."
Den britiske professor Stephen Wagg har beskrevet den sociale satires mål som "a social critique" (dansk: en social kritik),
og ifølge Bruun ser Wagg den sociale kritik som et gennemgående karakteristikum ved Monty Pythons Flyvende Cirkus.
Ifølge Bruun hører Mandrilaftalen til en abstrakt gren inden for den sociale satire, hvor "essencer af politiske, kulturelle og sociale tendenser [fremstilles] i form af absurde, dadaistiske universer, figurer og optrin."
Bruun har også forklaret, at programmet "[er] præget af en ganske konkret mediereferentiel dimension trods det helt igennem absurde, nonsens-dominerede univers."
Som et eksempel har Bruun nævnt sketchen med temperaturforskeren Otis Mallebrok, der har målt tv-vært Jes Dorph-Petersens kropstemperatur hver dag kl. 17:46 gennem 14 år og kan berette, at han er 80 grader varm.
Tilsvarende opstod figuren Fissirul Lohmann som en mediesatirisk kommentar på TV2s seerjagt.
Christensen udtalte dengang, at programmet var et oprør mod medieverdenen, og at komikerholdet via nonsens forsøgte at illustrere hvor meget nonsens, der bliver lavet i tv.
Eksempelvis bar komikerholdet konsekvent deres knaphulsmikrofoner uden på tøjet i udsendelserne,
da det normalt er vigtigt, at mikrofonen er skjult bag tøjet i tv-produktioner.
Ifølge Hvam formåede programmet at forny dansk satire, fordi komikerholdet nægtede at lefle for publikum og i stedet lavede det, de selv syntes var sjovt.
| „ | Programmerne på DR2 skulle være billige, og 'Casper og Mandrilaftalen' kostede ikke en klejne. Til gengæld skiftede komikerne den gamle satire ud med en ny humor. Den bed ikke efter politikerne. I stedet gjorde den grin med mediebilledet og de stigmatiserede mennesker i samfundet. | “ |
|   | — Lektor i medievidenskab ved Aarhus Universitet, Hanne Bruun, Videnskab.dk, 18. februar 2011 |   |

## Medvirkende
Programmets værtsfigur blev spillet af Casper Christensen, som også spillede en håndfuld andre figurer. Stort set alle programmets figurer blev spillet af Lars Hjortshøj, Frank Hvam og Lasse Rimmer.
I flere afsnit gæsteoptrådte forskellige danske komikere, herunder Jan Gintberg, Anders Matthesen, Mick Øgendahl, Uffe Holm, Sebastian Dorset og Anders Lund Madsen.
Derudover gæsteoptrådte Thomas Milton og Pelle Møller i henholdsvis 47. og 61. afsnit.
Den britiske komiker John Cleese gæstede programmet i afsnit 50,
hvor han blandt andet spiller en figur, der udgiver sig for at være datidens træner for Danmarks herrelandshold i fodbold, Bo Johansson.
Den danske skuespiller Susse Wold medvirkede til fordel for AIDS-Fondet i programmets føljeton Skøjtearven.
Rapperen Al Agami gæsteoptrådte i afsnit 37, og Anette Toftgård, der var gift med Christensen på daværende tidspunkt, gæsteoptrådte sammen med deres nyfødte søn i afsnit 62.
En række af programmets produktionsmedarbejdere var statister i enkelte afsnit, herunder sminkør Silvia Hermansen, fotograferne Iben Sol Mauritson og Simon Nielsen samt lydmændene Hans Henrik Jensen og Henrik Landgreen.
Figuren Mand fra Venezuela spilles af sminkør Silvia Hermansens venezuelanske onkel.
Programmets franske runner, Nordine Amraoui, medvirkede som statist i 13 afsnit.
Amraoui optrådte desuden sammen med komikerholdet under punktet Redaktion i programmets rulletekst.
Dette var ifølge Rimmer for at omgå DRs krediteringsregler, der foreskrev, at runnere ikke måtte krediteres i rulleteksten.

## Udsendelserne

### Afsnit
DR2 udsendte 67 afsnit fordelt på to sæsoner.
I marts 2003 blev et 68. afsnit, specialafsnittet Fisso, udgivet på Metronomes anden DVD- og VHS-udgivelse af samme navn.
Første sæsons 48 afsnit blev oprindeligt sendt mandag, onsdag og fredag kl. 23:30 på DR2 i perioden 1. marts til 18. juni 1999, mens anden sæsons 19 afsnit oprindeligt blev sendt onsdag og fredag kl. 23:30 på DR2 i perioden 1. september til 19. november 1999. Første sæsons afsnit blev genudsendt dagen efter første visning omkring kl. 18:00 på DR2 og omkring midnat på DR1.
Under anden sæson holdt Christensen barselsorlov
i to uger,
hvilket medførte en aflysning af udsendelsen fredag den 15. oktober og en udsendelsespause indtil onsdag den 3. november.
Udsendelsen den 3. november var af dobbelt varighed i anledning af Christensens tilbagevenden.
| Sæson | Sæson | Afsnit | Oprindeligt sendt                |
| ----- | ----- | ------ | -------------------------------- |
|       | 1     | 48     | 1. marts - 18. juni 1999         |
|       | 2     | 19     | 1. september - 19. november 1999 |

### Indslag
Programmet indeholder mindst ni forskellige indslagstyper, herunder mandrilaftaler, programoversigter, interviews, reklamer, talentshows og serier. De enkelte indslag varer oftest mellem 20 sekunder og et par minutter.
Føljetonen Skøjtearven blev sendt i hvert af 2. sæsons 19 afsnit, og dens enkelte episoder varede omtrent tre sekunder.
Ifølge Berlingske Tidende ville føljetonen blive vist i sin fulde længde i programmets 67. afsnit,
hvilket den imidlertid ikke blev.

### Figurer
I alt optræder omkring 250 figurer i programmet. Christensen har vurderet, at figurerne Broder Salsa, Svenne O'Lotta og Gentleman Finn er de mest kendte.
Hvam har sagt om figurerne, at de bralrer ud med alt, hvad de har på hjerte, men ikke er mere idiotiske, end de fleste.
Reality-genren, der gjorde sit indtog på dansk tv i 90'erne, var en væsentlig inspirationskilde til figurerne. Ifølge Hjortshøj udsprang flere talentløse figurer af den arketypiske reality-deltager, der frem for alt vil eksponeres, men ikke kan noget af værdi.
Ifølge Christensen har mange figurer en stor selvsikkerhed, samtidigt med at de er psykisk syge på en eller anden måde.
| „ | Og i studiet [illustreret ved] den ene mere glorværdigt rablende tosse efter den anden. Gentleman Finn, der forsøgte at gøre det bedste, men altid fór vild i syge ideologier og tilbøjeligheder som nazisme eller pædofili. Studievejlederen Fyrst Walther, der foreslog Christensen en jobkarriere som ringbind. Den uduelige Tømrer-Tanja med ankler af porrer. Eller Broder Salsa, der foldede verdensledere af tæpper og var sexturist på Nordpolen, fordi han tændte på magnetisme. | “ |
|   | — Ralf Christensen, Information.dk, 25. januar 2018 |   |

### Musik
I udsendelserne indgår en del popmusik fra 70'erne og 80'erne, såsom "Ça plane pour moi" (en) af Plastic Bertrand (en), "Forever Young" (en) af Alphaville og "99 Luftballons" af Nena.
Musik af den tyske NDW-musiker Andreas Dorau indgår i hvert afsnit; nummeret "Komm Wieder" er programmets titelmelodi
og nummeret "Hallo" spiller under samtlige programoversigter. Desuden spilles Doraus nummer "Das Weisst Nur Du" ved afgørelseren af programmets talentkonkurrencer,
ligesom nummeret "Stoned Faces Don't Lie" spilles i afsnit 55.
Der er også anvendt megen produktionsmusik i udsendelserne; musikken i reklame- og talentshow-indslagene stammer overvejende fra kataloget Warner/Chappell Production Music.[kilde mangler] Hvert afsnit afsluttes med "En TV-Baron" (alias "Mandril-sangen"), der er komponeret af Jan Glæsel,
skrevet af Rimmer og Christensen
og sunget af Christensen og producer Jens Svalgaard.
Glæsel producerede også underlægningsmusikken til animationssekvenserne mellem programmets indslag.
En TV-Baron købte tricks af en mandril.

Hans brilleabefjæs gjorde abekatten mild.

Den smiled' og ga' et junglekrus,

og sådan fik mandrillen sin aftale i hus.

                     — teksten til "Mandril-sangen"

## Produktion

### Lavbudget
Programmet blev produceret på et meget lille budget
af produktionsselskabet Metronome,
der indspillede udsendelserne i en garage
i sit studiekompleks på Amager.
Garagens kulisser blev konstrueret af scenograf Jens Bordinggaard
og bestod af nogle pangfarvede spånplader og et mandrilhoved, der dinglede fra loftet i et ophæng af fiskesnører.
Foran spånpladerne stod et gult skrivebord fyldt med kitschede rekvisitter, og få meter til venstre for skrivebordet var en scene bygget op i grøn skumgummi.
Blandt rekvisitterne på skrivebordet var en dåse fiskeboller, en håndskåret træhjort og en gammeldags kaffekande med et sugerør i tuden.
Derudover var der blot to kameraer og fire lamper til rådighed.
Ifølge Rimmer gik næsten hele komikerholdets rådighedsbeløb til indkøb af studiets kulisser,
hvorfor der kun var afsat et par tusind kroner til udklædning og rekvisitter.
Dette var medvirkende til komikerholdets brug af alskens forhåndenværende materialer,
der har ledt Rimmer til at betegne programmet som "en slags klunse-comedy."
En del af disse rekvisitter hørte egentligt til Metronomes øvrige produktioner,
herunder Darios Joint
og komediefilmen Den eneste ene.
I anden sæson købte holdet falske tænder af to drenge, der fremstillede praktiske special effects,
og holdet medbragte også adskillige private ejendele,
herunder et par gamle kondisko
og et par graviditetsbukser.
De forskellige rekvisitter var roden til mange idéer;
figuren Broder Salsa opstod eksempelvis ved, at holdet havde et persisk tæppe liggende,
ligesom et stort leksikon var inspirationskilde til mange figurnavne.
Efterhånden som programmet blev kult, begyndte seere at donere private ejendele til programmet, i håb om at de ville indgå som rekvisitter i udsendelserne.
Holdets optiker donerede desuden en stor kasse med briller til programmet.
Frank Hvams månedsløn var 27.000 kroner.

### Indspilning
Hvert afsnit blev skrevet, indspillet, redigeret og udsendt samme dag.
Et afsnit skulle indspilles på blot fire timer, hvorfor der sjældent var tid til at klippe fejl ud;
utilfredsstillende optagelser blev taget om højst to gange, når der ikke var alt for travlt.
Dette er forklaringen på, at komikerne kan ses grine i flere sketches.
De få optagelser, der ikke blev foretaget i garagen, blev lavet på parkeringspladsen udenfor.
Ifølge Christensen blev der aldrig optaget længere væk end 30 meter fra garagen, da ledningen til kameraet ikke var længere.
Christensen har vurderet, at sådanne begrænsninger gjorde den kreative proces mere sprudlende.
Sketchene blev optaget kronologisk, og produceren klippede dem sammen undervejs.
Ifølge Rimmer var redigeringen nærmest på et niveau, som de fleste kunne klare med to VHS-maskiner.
Efter det afsluttende redigeringsarbejde blev udsendelsen kørt med taxa til DR, hvorfra det blev udsendt om aftenen kl. 23:30.
Programmets animationssekvenser, der blev brugt som intro og vist mellem indslagene, er produceret af Kristof Kuncewicz. Programmets producer Jens Svalgaard var så involveret i programmets produktion og indhold, at han af komikerholdet omtales som 'den femte mandril'.

### Manuskriptskrivning
Manuskriptskrivningen foregik om formiddagen i Metronome Studios' hovedbygning på Amager.
Komikerne skrev på sine tekster hver for sig indtil middag, hvor Christensen samlede teksterne ind til gennemlæsning for at danne sig et overblik.
Ifølge Rimmer skrev Christensen formentligt mest; ud over sine monologer ved skrivebordet skrev Christensen mange af programoversigterne, interviewene, reklamerne og de lidt større rammehistorie-sketches, herunder flere af Bjarne Goldbæk-sketchene.
Efter eget udsagn skrev Rimmer flere af serie-sketchene, nogle af reklamerne og et par sketches til Hjortshøj og Hvam, heriblandt den første sketch med figuren Lennart Berthelsen.
Ifølge Rimmer skrev Hvam næsten udelukkende tekster til sig selv,
mens Hjortshøj blot skrev en håndfuld ting og nok var den, der improviserede mest.
Der er flere eksempler på improvisation i udsendelserne,
og Rimmer har vurderet, at der kan være tale om op til 15 procent af materialet.
Christensen har dog nævnt, at holdet tog udgangspunkt i klassisk manuskriptskrivning, hvor hvert eneste ord skrives ned forud for optagelserne.
Figurernes udseende, stemme og talemåde opstod først, når komikerholdet kort før optagelse rodede rundt i det lille udvalg af brugt tøj, de skiftedes til at have på i forskellige kombinationer.
Programseriens samlede manuskript fylder 600 sider.

### Anden sæson og lukning
DR2 havde oprindeligt kun planlagt én sæson af programmet,
men annoncerede i juni 1999 en ekstra sæson grundet programmets succes.
Annonceringen fulgte i kølvandet på mindst én underskriftindsamling og flere protester fra fans og fanklubber.
DR besluttede af økonomiske årsager at reducere programmet fra tre til to ugentlige udsendelser i anden sæson.
Christensen sagde dengang om beslutningen: "Det er jo et meget godt udtryk for, hvordan Danmarks Radio behandler satire. Vi skulle se, om det kunne lykkes at lave et lille program, der kunne trække unge seere til DR2. Det lykkedes, og så er guleroden i den anden ende, at man skærer programmet ned til to gange om ugen." Komikerholdet ønskede egentligt at fortsætte med en tredje sæson, men programmet blev lukket, fordi Christensen undlod at indsende et programforslag. Ifølge Christensen blev han til dels forhindret af sit ego, idet han ikke ville stille sig op i køen med de øvrige forslag. DR2s daværende satireredaktør, Mette Davidsen-Nielsen, har fortalt, at hun i hvert fald aldrig sagde nej til en fortsættelse, og at hun tværtimod ville have sagt ja til et eventuelt programforslag med det samme.

### Internetside
DR drev en officiel internetside for programmet
og viste sidens internetadresse i udsendelsernes rulletekst.
I august 1999 indeholdt internetsiden et persongalleri og en afsnitsoversigt samt links til fansider og gratis grafik.
Seere kunne desuden indsende forslag til sketches via siden, og DR lovede at inkludere det bedste forslag i en udsendelse.
Det var desuden muligt at følge med direkte på internetsiden, når udsendelserne blev indspillet.
Det foregik ved, at webcam-optagelser blev sendt til DR Online i Søborg via en telefonlinje, hvorfra signalet blev ledt videre til en RealVideo-server, som internetbrugerne kunne downloade videosekvenserne fra.
Internetsiden fik på et tidspunkt en funktion, der muliggjorde afsendelse af "mandrilpostkort" via mail,
ligesom der også blev tilføjet en "mandrilquiz", hvor brugere ved korrekt besvarelse af dens ti spørgsmål var med i lodtrækningen om "et tæppe foldet som Kublai Khan".
DR åbnede på et tidspunkt for en afstemning, hvor besøgende kunne stemme på deres favoritsketch blandt ti kandidater.

## Modtagelse

### Seertal
BT berettede i 1999, at der havde været 35.000 seere til hver af programmets tre første udsendelser, og at genudsendelserne på DR1 havde 26.000 seere,
hvilket svarer til henholdsvis ~1% og ~0,5% af de indbyggere over 4 år, der kunne modtage de respektive kanaler.
En måned senere havde udsendelserne mellem 35.000 og 50.000 seere ifølge Berlingske Tidende, der samtidigt skrev, at de første udsendelser blot havde haft omkring 20.000 seere.
Efter den sidste udsendelse blev det nævnt i Jyllands-Posten, at op mod 100.000 seere havde set med hver gang.
Ifølge TNS Gallups seertalsmålinger var der ikke én uge, hvor programmet var blandt de ti mest sete DR2-programmer.
De lave seertal blev af flere skribenter tilskrevet DR2s begrænsede dækning og programmets sene sendetid kl. 23:30.
DR2 kaldtes i 1999 ved øgenavnet "Den hemmelige kanal"
og er senere blevet betegnet som Danmarks dengang mindste kanal.
Programmets lave seertal og obskure sendetid blev selvironisk kommenteret på metaplan i udsendelserne.
I en udsendelse fremviste værtsfiguren Casper eksempelvis en faktisk spørgeskemaundersøgelse,
hvor Casper Christensen rangerede som den mindst kompetente af 32 tv-værter;
værtsfiguren udbrød uforstående, at han "da aldrig [laver] tv-fejl", alt imens han bankede på sin knaphulsmikrofon og vendte sig mod de forkerte kameraer gentagne gange.

### Anmeldelser
Programmet fik stor ros af tv-anmelderne og kronikørerne i både Politiken,
Ekstra Bladet,
Information,
Aktuelt
og BT.
Ekstra Bladets tv-anmelder Hans Flemming Kragh tildelte i juni 1999 programmet sin årlige tv-pris, TV-gokken, og kaldte programmet for "det mest gnistrende talentfulde og originale tv, der er lavet på DR siden de glade Uha-Uha og Hov-hov! dage."
Politikens anmelder Per Munch spåede efter 1. sæson, at "det talentfulde hold bag Mandrillen" ville få svært ved at gentage succesen i tilfælde af flere udsendelser,
men kaldte imidlertid programmets 2. sæson for en glædelig genkomst.
Efter 2. sæson skrev Ekstra Bladets journalist Søren Marquardt, at programmet var det bedste danskproducerede tv i 1999.
Debattør og journalist Sørine Gotfredsen kaldte i Aktuelt programmet for meningsfuldt sindssygt og roste dets kreativitet og humor for at være førsteklasses samfundssatire.
Aktuelts filmjournalist Iben Albinus Sabroe skrev, at især Christensen og Hjortshøj "[får] ufattelig meget ud af ufatteligt lidt", og at programmet "er en legestue for både værter og seere, der får ondt i hjernen af for meget dåselatter, intetsigende talkshows og naboens datter, der river de andre piger fra fitnessklubben i håret på en øde ø."
Informations kulturskribent Inger Holst skrev i 2001 i Politiken, at programmet var en fornyelse af dansk underholdning og "burde have været en milepæl på linje med PHs første revy i 1929," og at programmet var den måske største genistreg i dansk tv-underholdnings historie.
Dramatikeren Hans Kragh-Jacobsen skrev i Information efter 1. sæson, at programmet havde det med at bide sig fast som en kærkommen hudsygdom og nok var noget af det mest kvalificerede tidsspilde, man kunne opleve på skærmen.
Kragh-Jacobsen kaldte videre sin anmeldelse for næsegrus lobhudling og skrev efter 2. sæson, at programmet "alt ialt [har] været langt, langt modigere og mere originalt end det meste andet, der præsenterer sig som nyskabende for tiden."
Manuskriptforfatteren Peter Bay skrev i BT, at han bøjede sig for programmet, og at Christensen "[gør] meget for at udfordre og forny sig selv, seerne og selve TV-mediet,"
mens Politikens kulturanmelder Bo Tao Michaëlis kaldte programmet "et frugtbart comeback for en original komiker."
Politikens tv-anmelder Henrik Palle roste i 2002 programmet for at være både satire, metakritik og intelligent provokation,
og han skrev i 2010, at "[programmet] på begavet vis raffinerede Monty Pythons pointeløse dekonstruktion af sketchshowet fra slut-1960’erne og start-70’erne [...] [og] gjorde formatet samtidskommenterende og mediekritisk anno årtusindskiftet."
Politikens kulturredaktør Jes Stein Pedersen skrev, at programmet løftede absurd tv til pythonske højder,
mens journalist Hans Jørgen Møller skrev, at komikerholdet var tæt på at matche Monty Pythons surrealistiske løjer.
Politikens tv-anmelder Anders Rou Jensen skrev, at programmet "er skarpere og på flere måder mere ubarmhjertigt" end Monty Python, der ifølge Jensen ofte kom til at ligne "en træskovals på Fanø Badehotel" i sammenligning.
Et par avislæsere var skeptiske; en læser i Flensborg Avis kaldte i et læserbrev Christensen for talentløs og mente, at programmet var spild af sendetid,
mens en læser i BT beskrev programmet som plat idioti i et læserbrev med titlen Bunden nået i plathed.
Andre avislæsere roste derimod programmet.
| „ | Jeg indrømmer, at jeg ikke brød mig om 'Husk lige tandbørsten'. Deri var jeg uenig med størstedelen af den danske befolkning, i al fald dem under 14 og så Christian S. Nissen. Jeg kunne heller ikke lide 'Tæskeholdets' menneskefjendske og sårende stil. 'Darios joint' og 'Safari' var deciderede fiaskoer. En fis i en hornlygte forbliver en fis i en hornlygte, om end den roterer. Men nu laver han 'Mandrilaftalen', og det er originalt, gnistrende talentfuldt voksen-tv [...]. | “ |
|   | — Hans Flemming Kragh, Ekstra Bladet, 20. juni 1999 |   |

### Priser og hæder
Ved uddelingen af TV Festivalprisen den 16. september 2000 vandt programmet Brancheprisen og prisen for Årets Underholdning.
Tv-branchen indstillede kandidaterne til festivalens fem kategorier, og vinderne blev kåret af Politikens tv-anmelderkorps anført af Per Munch.
Rimmer tog imod priserne og den tilhørende præmie; originaltegninger af Politikens bladtegner Poul Holck.
I 2018 blev Mandrilaftalen optaget i Dagbladet Informations humorkanon sammen med blandt andre De uaktuelle nyheder og Den Korte Radioavis.

### Kultstatus
Programmet opnåede kultstatus
og opbyggede en fanskare, som Hjortshøj har beskrevet som "lille, men [...] meget fanatisk".
Programmet er blevet betegnet som et af dansk satires absolutte højdepunkter
og er flere gange blevet genudsendt.
I anledning af DR2s 10-års jubilæum præsenterede Christensen og Hjortshøj en række sketches fra programmet i en særlig udsendelse,
og i 2015 blev en del af programserien vist som julekalender på DR3.
Siden programmets afslutning er flere sketches blevet uploadet til internettet; per juni 2018 havde flere klip fra programmet mere end 100.000 visninger på webportalen YouTube.
I 2014 fortalte Hjortshøj, at mange stadig kan citere hele sketches og replikskifter.
Facebook-siden Mandrilcitater havde omtrent 27.000 likes per oktober 2017.
I januar 2020 begyndte komiker Pelle Lundberg at producere Mandrilaftalen Podcast; en podcast, der gennemgår programmet et afsnit ad gangen og gæstes af en række skuespillere og komikere, der er erklærede fans af programmet, herunder Anders Grau og Mikkel Rask.

#### Fansider og fanklubber
I marts 1999 oprettede Ekstra Bladets humoristiske bagside Madsen & Madsen, udgjort af journalisterne Povl Høst-Madsen og Anders Lund Madsen,
en fanklub ved navn Mandril-klubben,
hvis erklærede formål var at "udbrede kendskabet til Casper Christensen og den begavede og skæve humor i Danmark."
Det var muligt at opnå medlemskab ved at indsende en morsom ansøgning via Ekstra Bladets hjemmeside,
og optagne medlemmer fik tilsendt et medlemskort.
I maj 1999 havde Mandril-klubben omkring 500 medlemmer.
Madsen & Madsen lavede flere interviews og gimmicks med komikerholdet i programmets første måneder.
Høst-Madsen bortauktionerede eksempelvis den dåse og det løg, der tilsammen udgjorde figuren Dåse Allan.
Der fandtes otte fansider for programmet på internettet i februar 2000.
I september 1999 vandt den vel nok største fanside om programmet, Absolute Mandrilaftalen, prisen for Bedste Fanzine
i Politiken Computers konkurrence for Danmarks bedste private hjemmeside,
og i april 2001 var der optaget 350 medlemmer i hjemmesidens fanklub, Club Mandril.

## Efter udsendelserne

### Forestillinger
Efter 1. sæson optrådte komikerholdet 1. juni på Comedy Zoo i København.
Forestillingen blev af flere betragtet som et afskedsshow, da DR på daværende tidspunkt ikke havde givet grønt lys til en fortsættelse af programmet.
Efter 2. sæson var komikerholdet i efteråret 1999 og foråret 2000 på en afskedsturne med optrædener i København, Aarhus, Aalborg og Odense.
Forestillingerne varede to en halv time og var baseret på udsendelserne.
Hjortshøj forklarede dengang i et interview, at komikerholdet først og fremmest havde arrangeret turnéen af lyst, og at den ikke ville blive særligt indbringende.
Sidstnævnte forhold var årsagen til, at holdet valgte kun at optræde i tre byer ud over København med blot otte forestillinger i alt.
De to forestillinger i Aarhus Kongreshus blev udsolgt, og holdet lavede derfor en ekstraforestilling i byen.
Holdet optrådte fem gange på Comedy Zoo i København i slutningen af 1999, hver gang for fuldt hus.
I slutningen af 1999 optrådte komikerholdet også ved Talegaver til børn
og til et F.C. København-fanshow.

### Relaterede produktioner
| Produktion                                  | Produktionsår | Oprindelig visningsdato i tv | Udgivelsesdato (DVD) | Beskrivelse |
| ------------------------------------------- | ------------- | ---------------------------- | -------------------- | --- |
| Casper & Drengene fra Brasilien             | 1999          | Ikke vist                    | 2002                 | I november 1999 indspillede og producerede komikerholdet sammen med Metronome en julekalender for den nu hedengangne netbutik Gubi.com på halvanden dag. Afsnittene blev lagt op på netbutikkens hjemmeside og kunne hentes ned som videofiler. Julekalenderen består af 25 afsnit, men der blev produceret 26 afsnit, så Gubi.com fik mulighed for at fravælge det afsnit, de syntes mindst om. Alle afsnit blev inkluderet på den første af Metronomes DVD-udgivelser, og hvert afsnit består af en enkelt sketch med et juletema.            |
| 80-års fødselsdagen                         | 1999          | 31. december 1999            | Ikke udgivet         | I anledning af nytåret den 31. december 1999 producerede komikerholdet en parodi på 90-års fødselsdagen for DR2. Udover komikerholdet selv medvirkede også Jan Gintberg, der gæsteoptrådte i Mandrilaftalen, og Martin Vendelbo, der var deltager i TV3s Robinson Ekspeditionen. |
| Fisso                                       | 2003          | Ikke vist                    | 2003                 | I januar 2003 blev specialafsnittet Fisso indspillet i det gamle studie på Amager og inkluderet på Metronomes anden DVD-udgivelse af samme navn. I afsnittet indgik de nye figurer Bianca Landsvig, Jarl Friis-Mikkelsen, Poul Panasonic og Meppe Flagstad og Clive. |
| Zulu Royal                                  | 2003-2006     | 8. oktober 2003              | 2004                 | Mellem 2003 og 2006 lavede komikerholdet tre udsendelser af programmet Zulu Royal på TV 2 Zulu. Diverse figurer fra Mandrilaftalen havde mindre roller i udsendelserne, herunder Bjarne Goldbæk, Rulle og Cromwell, Bitten & Trold og Det nye Linie 3. Derudover så en række nye figurer dagens lys: præsten Futte Tigris, designeren Bent-bent "Yogit" Banner, Skipper med flere. Jan Gintberg, der gæsteoptrådte i Mandrilaftalen, medvirkede i udsendelsen fra 2006.                                                                         |
| Godt Nytår med Casper, Lars, Lasse og Frank | 2010          | 1. januar 2011               | Ikke udgivet         | I anledning af nytåret den 31. december 2010 var komikerholdet vært for seks korte udsendelser, der blev sendt på TV 2 i løbet af nytårsdag. De enkelte udsendelser varede omtrent fem minutter og var optaget i Go' Morgen Danmark-studiet i Tivoli i København. Nye Mandrilaften-figurer så dagens lys; antropologen Jørgen De Gevær, forlystelseseksperterne Regner og Birger, madrestspecialisten Carsten og falckredderne Bjarne Bronard og Erann KK. Figurerne blev spillet af Hjortshøj og Hvam og interviewet af Christensen og Rimmer. |

Noter
1. ↑  Udsendelsen fra 2004 blev udgivet på en triple-DVD.[203] Udsendelserne fra 2003 og 2006 er ikke blevet udgivet.

### Udgivelser

#### DVD og VHS
Dele af programserien blev i et samarbejde mellem Metronome og CMC Entertainment udgivet på i alt tre DVD- og VHS-udgivelser mellem 2002 og 2004,
der er blevet omtalt som "kæmpe hit i butikkerne".
Specialafsnittet Fisso blev produceret til den anden DVD-udgivelse af samme navn.
Både første og anden udgivelse indeholdt ekstramateriale i form af kommentarspor, mens den tredje DVD, Momento Huevos, indeholdt udvalgte fraklip.
Med den anden DVD fulgte desuden bonus-CD'en De største Mandril-hits, mens den tredje DVD-udgivelse inkluderede et 32-siders opslagsværk, Mandril-håndbogen, med fotos og beskrivelser af omtrent 160 figurer fra programmet.
I forbindelse med udgivelserne blev der lagt videoklip, wallpapers og andre links på hjemmesiden MandrilDVD.dk.
I 2006 udgav CMC Entertainment et samlet bokssæt med indholdet fordelt på fire DVD-æsker,
og i 2010 blev DVD'erne genudgivet af Nordisk Film i form af to dobbelt-DVD'er.
Ifølge Christensen var det ikke muligt at finde en udgiver, der ville udgive hele programserien.
Christensen har udtalt, at det for holdet var vigtigt at udgive DVD'erne, fordi programmet er en milepæl i deres arbejde.
Rimmer skrev i forbindelse med den tredje udgivelse, at den ville indbringe "en andel af et eventuelt overskud, der oprigtigt talt kan måles i promiller", og at de to første udgivelser "ikke ligefrem har gjort lige netop Casper, Frank, Lars eller mig til millionærer."

#### On-demand
I 2008 blev samtlige udsendelser af programmet digitaliseret
og lagt ud på DRs arkiv-hjemmeside DR Bonanza.
Senere er afsnittene jævnligt blevet lagt midlertidigt ud på tjenesten DR TV i forbindelse med genudsendelser.
I årene inden DR lagde serien på internettet, kunne den downloades fra diverse piratsider.

### Filmtanker
Christensen overvejede på et tidspunkt at lave en film baseret på programmet.
Filmen skulle minde om Alice i Eventyrland og handle om værten Caspers rejse ind i et syret univers med både gamle og nye figurer.
I retrospekt har komikerholdet vurderet det passende, at idéen aldrig blev realiseret.

## Kulturel indflydelse
I stil med det engelske adjektiv "pythonesque", der refererer til Monty Pythons humor, ses diverse absurde fænomener ikke sjældent beskrevet som "noget, der kunne have foregået i Mandrilaftalen."
Ifølge Christensen indgik elementer fra Mandrilaftalen i tredje sæson af Drengene fra Angora,
og ifølge Esben Pretzmann, Rune Tolsgaard og Simon Kvamm, der tilsammen udgjorde Drengene fra Angora, var programmet inspireret af Mandrilaftalen.
Den danske satiriker Frederik Cilius Jørgensen har tilkendegivet, at han som teenager var en stor fan af Mandrilaftalen.
I 2014 og 2015 medvirkede han sammen med satirikeren Rasmus Bruun i DR Ultras børne-sketchprogram Go' Lorte Weekend og dennes fortsættelse Skråt op på 3. Begge programmer indeholdt pangfarvede kulisser, absurde indslag, excentriske figurer og sort tale; elementer, der også findes i Mandrilaftalen.
Da den danske trommeslager Laust Sonne indspillede pladen Billy B, var det et fast ritual hver morgen, at han og bandet så et kvarter af Mandrilaftalen.
Sonne udtalte dengang, at "[programmet] er det bedste tv, der er lavet i 100 år. Det er lavet hurtigt, naivt og latterligt [...]. Den humor er sjælden, og jeg kan godt lide umiddelbarheden. Den giver en speciel energi."